# Irlanda en los Juegos Olímpicos de Turín 2006
Irlanda estuvo representada en los Juegos Olímpicos de Turín 2006 por un total de 4 deportistas que compitieron en 3 deportes.  
La portadora de la bandera en la ceremonia de apertura fue la esquiadora alpina Kirsty McGarry. El equipo olímpico irlandés no obtuvo ninguna medalla en estos Juegos.